# Darl Douglas
Darl Douglas (Paramaribo, Surinam, 5 de octubre de 1979) es un futbolista surinamés. Juega de delantero y su equipo actual es el Heracles Almelo de la Eredivisie de Holanda.

## Clubes
| Club            | País         | Año       |
| --------------- | ------------ | --------- |
| RBC Roosendaal  | Países Bajos | 2000-2001 |
| HFC Haarlem     | Países Bajos | 2001-2003 |
| Heracles Almelo | Países Bajos | 2003-2004 |
| FC Utrecht      | Países Bajos | 2004-2007 |
| CS Marítimo     | Portugal     | 2007      |
| Willem II       | Países Bajos | 2007-2008 |
| Heracles Almelo | Países Bajos | 2008-2012 |